# ترامب (لاعب رياضة إلكترونية)
ترمب (بالإنجليزية: Trump) هو لاعب رياضة إلكترونية ‏ ويوتيوبي أمريكي، ولد في 28 يونيو 1987 في تايوان.